# Iriomote-Ishigaki nationalpark

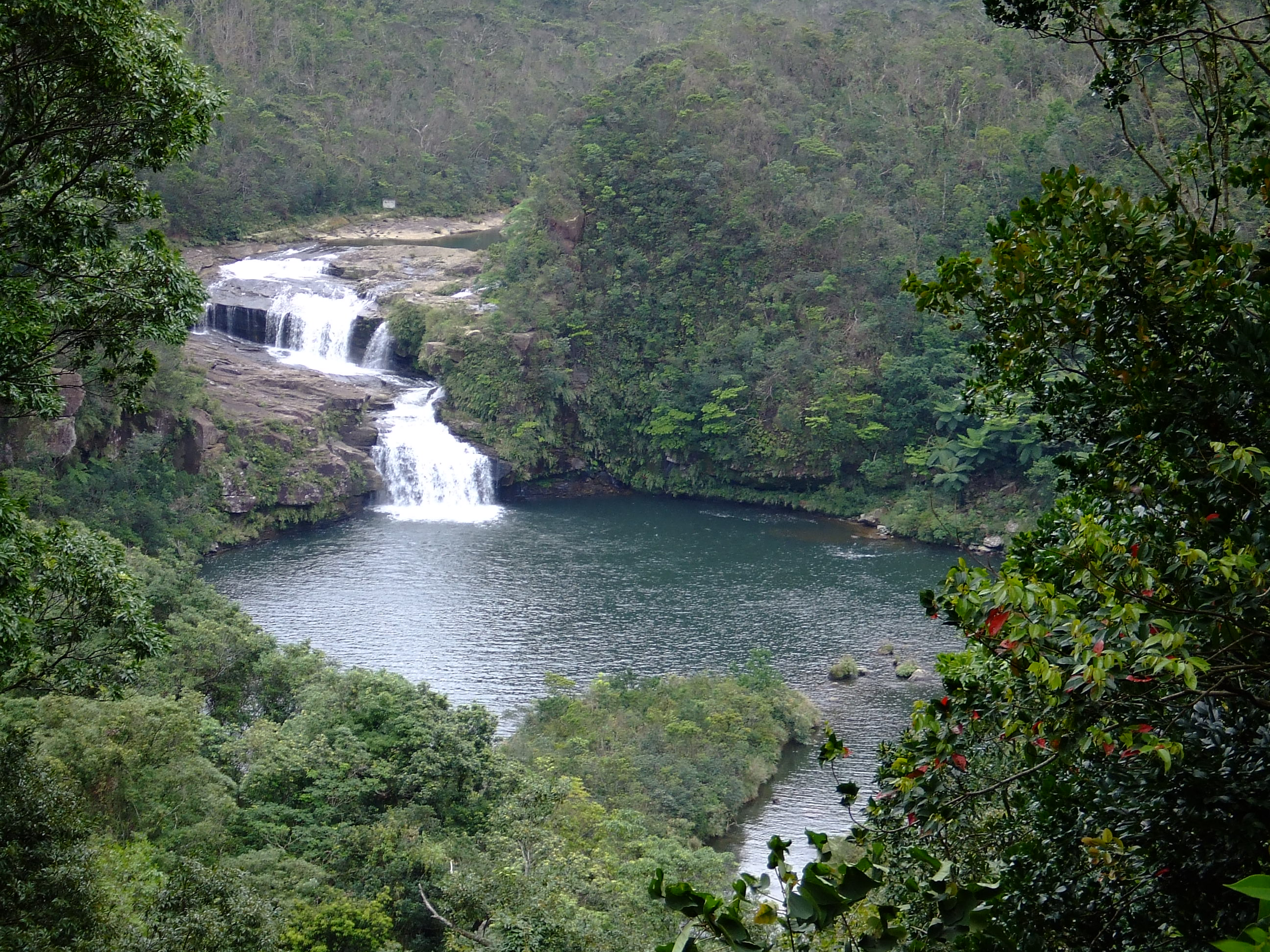
Mariyudovattenfallet i Iriomote-Ishigaki nationalpark.

Iriomote-Ishigaki nationalpark (japanska: 西表石垣国立公園?, Iriomote-Ishigaki Kokuritsu Kōen) är en nationalpark i Okinawa, Japan, belägen på och omkring Yaeyamaöarna i Östkinesiska sjön.
Nationalparken inrättades 1972 som Iriomote nationalpark med öarna Iriomote, Kohama, Kuro och Taketomi-jima. I augusti 2007 inkluderades också Ishigaki.
Området är känt för som hemvist för iriomotekatten.